# August Wilhelm Ambros
August Wilhelm Ambros fue un compositor e historiador musical austríaco de ascendencia checa nacido en 1817 en la localidad de Mauth (actualmente Mýto, República Checa). Su padre era un hombre culto y su madre era la hermana del musicólogo Raphael Georg Kiesewetter. 
La educación de Ambros estuvo enfocada hacia el conocimiento de las artes, en especial la música; aunque decidió estudiar Derecho para desempeñar cargos dentro del Ministerio de Justicia en Austria, dejando para su tiempo libre el desarrollo de su talento musical. Desde la década de 1850 en adelante inició una nueva trayectoria laboral como crítico de música y escritor de ensayos. 
En 1862 comenzó el trabajo de redacción de su más importante escrito, Geschichte der Musik (Historia de la música), una compilación de seis libros publicados entre 1864 y 1882. El trabajo de investigación y redacción fue reanudado por Otto Kade y Wilhelm Langhans debido a la muerte de Ambros el 28 de junio de 1876. Ambros también fue profesor en historiografía musical en Praga en 1869, así como pianista y compositor de piezas musicales, las cuales estaban inspiradas en el estilo romanticista de Mendelssohn. 

## Publicaciones
Obras bibliográficas
- Die Grenzen der Musik und Poesie. Eine Studie zur Ästhetik der Tonkunst. Prag 1856.
- Der Dom zu Prag. Prag 1858.
- Das Conservatorium in Prag. Prag 1858.
- Culturhistorische Bilder aus dem Musikleben der Gegenwart. Leipzig 1860.
- Geschichte der Musik.
  - I. Die Musik des griechischen Altertums und des Orients. Breslau 1862.
  - II. A. Die Anfänge der europäischen abendländischen Kunst. B. Die Entwickelung des geregelten mehrstimmigen Gesanges. Breslau 1864.
  - III. A. Die Zeit der Niederländer. B. Die Musik in Deutschland und England. C. Die italienische Musik des 15. Jahrhunderts. Breslau 1868.
  - IV. [Musik in Italien von Palestrina bis gegen 1650]. ”Fragment”, Leipzig 1878. (publicación póstuma)
  - V. Auserwählte Tonwerke der berühmtesten Meister des 15. und 16. Jahrhunderts. Nach unvollendet hinterlassenem Notenmaterial herausgegeben von Otto Kade. Leipzig 1882. (publicación póstuma)
  - Namen- und Sachregister. Erstellt von Wilhelm Bäumker. 1882. (publicación póstuma)
- Bunte Blätter. Skizzen und Studien für Freunde der Musik und der bildenden Kunst.
  - [Bd.1]. Leipzig 1872.
  - Neue Folge [Bd.2]. Leipzig 1874.
  - Bunte Blätter [zwei Bände in einem; nur die Aufsätze über Musik, hrg. von Emil Vogel]. 1896. (reedición)
- Zwei musikalische Nachlasshefte. Preßburg und Leipzig 1882. (publicación póstuma)